# Johannes Warnke
Johannes Warnke, auch: Hans Warnke (* 15. August 1896 in Hamburg; † 9. Januar 1984 in Berlin) war ein deutscher Kommunist, Widerstandskämpfer gegen den Nationalsozialismus und Politiker (KPD, SED).

## Leben
Warnke stammte aus einer Hamburger Dachdeckerfamilie. Nach der Volksschule machte er von 1911 bis 1914 eine Dachdeckerausbildung. 1912 trat er in die Sozialistische Arbeiterjugend ein und 1914 in die SPD. 1918/19 war er Mitglied des Arbeiter- und Soldatenrats in Hamburg. Im Juni 1919 flüchtete er vor den Truppen des Generals von Lettow-Vorbeck nach Güstrow und war dort Vorsitzender der USPD und 1920 Mitglied des Landesvorstandes der USPD. Im gleichen Jahr trat er zur KPD über. Von 1920 bis 1924 und nochmals von 1927 bis 1930 war er Stadtverordneter in Güstrow. 1923 nach der Niederschlagung des Kapp-Putsches beauftragte ihn die KPD-Bezirksleitung mit dem Aufbau eines illegalen militärischen Apparats. Von 1924 bis 1926 musste er wegen Vorbereitung zum Hochverrat ins Zuchthaus. Von 1924 bis 1933 war er Mitglied des Landtags von Mecklenburg-Schwerin und Vorsitzender der KPD-Landtagsfraktion, seit 1926 Politischer Leiter der KPD-Bezirksleitung Mecklenburg. In den Jahren 1933 bis 1935 verbüßte er wegen illegaler Arbeit im Widerstand gegen den Nationalsozialismus eine Haftstrafe im Zuchthaus Dreibergen-Bützow, danach stand er unter Polizeiaufsicht. 1939 bis 1945 war er Häftling im KZ Sachsenhausen.
1945 wurde er als Oberbürgermeister von Güstrow eingesetzt, war von 1945 bis zur Zwangsvereinigung von SPD und KPD im April 1946 Mitglied der KPD-Landesleitung Mecklenburg-Vorpommern, von Juli 1945 bis Dezember 1946 Erster Vizepräsident und Leiter der Abteilung Innere Verwaltung der Landesverwaltung sowie von Dezember 1946 bis Oktober 1949 Landesinnenminister und damit verantwortlich für die Polizei. Parallel dazu war er von 1946 bis 1949 Mitglied des SED-Landesvorstands und seines Sekretariats sowie 1946 bis 1950 Mitglied des Landtags Mecklenburg-Vorpommern. Er galt als der starke Mann im Kabinett Wilhelm Höckers.
Weitere Funktionen waren: 1946 bis 1948 Mitglied des Parteivorstandes bzw. des ZK der SED, 1948/1949 Mitglied des Deutschen Volksrats, 1949 bis 1963 Abgeordneter der Volkskammer, Oktober 1949 bis 1952 Staatssekretär im Innenministerium der DDR, von 1952 bis 1974 Mitglied der SED-Bezirksleitung Rostock, 1952 bis 1959 Vorsitzender des Rates des Bezirkes Rostock, Rückzug aus gesundheitlichen Gründen und 1959 bis 1966 Direktor des Hafenamts Rostock.
Sein Bruder war Herbert Warnke.